# (2752) Wu Chien-Shiung
(2752) Wu Chien-Shiung – planetoida z grupy pasa głównego asteroid okrążająca Słońce w ciągu 5 lat i 97 dni w średniej odległości 3,02 j.a. Została odkryta 20 września 1965 roku w Obserwatorium Astronomicznym Zijinshan w Nankinie. Nazwa planetoidy pochodzi od Chien-Shiung Wu (1912-1997), amerykańskiej fizyk chińskiego pochodzenia. Przed nadaniem nazwy planetoida nosiła oznaczenie tymczasowe (2752) 1965 SP.